# Giurcuța de Jos
Giurcuța de Jos – wieś w Rumunii, w okręgu Kluż, w gminie Beliș. W 2011 roku pozostawała niezamieszkana.